# Back in the Saddle
Back in the Saddle är en låt av Aerosmith skriven av Steven Tyler och Joe Perry. Låten släpptes som tredje singel från albumet Rocks (utgivet 1976) och nådde plats nummer 38 på Billboard Hot 100 och anses som en av Aerosmith hårdaste låtar. Låten är berömd för sitt gitarriff i början av låten och sina ljudeffekter, skrik och joddlingar i slutet av låten.